# Busulfán
El busulfán o busulfano es un medicamento que se emplea para el tratamiento de algunos tipos de cáncer, pertenece al grupo farmacológico de agentes antineoplásicos alquilantes. Su principal indicación es el tratamiento de la leucemia mieloide crónica, también se utiliza para tratar la policitemia vera y asociado a otros medicamentos en la preparación del paciente para un trasplante de médula ósea.
Se puede administrar por vía oral en forma de comprimidos o por vía endovenosa. Uno de los principales efectos secundarios que provoca su administración es la disminución del número de leucocitos en sangre (leucopenia), disminución de plaquetas (trombopenia) y de glóbulos rojos, debido a depresión de la actividad de la médula ósea (mielosupresión).
El efecto beneficioso del busulfan en la leucemia mieloide crónica se descubrió en 1953, durante muchos años ha sido el principal tratamiento para esta enfermedad, hasta la aparición del imatinib que actualmente es el fármaco de elección.

## Polémica por la subida de precios injustificada
La decisión de la compañía sudrafricana Aspen Pharmacare de subir el precio de varios medicamentos, entre ellos el busulfano, está siendo investigada por la Comisión Europea (2018) ya que la empresa farmacéutica obliga, entre otros, a los hospitales españoles a comprarle los fármacos en el extranjero hasta 20 veces más caros. El busulfán es un fármaco huérfano (no hay sustituto similar) y la empresa, para conseguir sus propósitos, ha destruido lotes enteros para provocar el desabastecimiento y así justificar de una subida de precio que no responde ni a los costes de producción ni de investigación. Aspen habría comprado varios medicamentos en 2009 a GlaxoSmithKline, entre ellos el busulfano. Según uno de sus responsables Aspen no investiga, solamente gestiona la producción y venta para lograr mayores beneficios.